# Ровенський обласний комітет Комуністичної партії України
Ровенський обласний комітет Комуністичної партії України — орган управління Рівненською обласною партійною організацією КП України (1939–1991 роки). Ровенська (Рівненська) область утворена 27 листопада 1939 року. 

## Перші секретарі обласного комітету (обкому)
- 27 листопада 1939 — червень 1941 — Бегма Василь Андрійович
- лютий 1944 — 12 січня 1949 — Бегма Василь Андрійович
- 12 січня 1949 — 12 лютого 1951 — Чучукало Василь Данилович
- 12 лютого 1951 — вересень 1952 — Жуков Тимофій Семенович
- вересень 1952 — 7 січня 1966 — Денисенко Олексій Іванович
- 7 січня 1966 — 6 жовтня 1972 — Мозговий Іван Олексійович
- 6 жовтня 1972 — 4 серпня 1989 — Панасенко Тарас Іванович
- 29 серпня 1989 — 16 листопада 1990 — Прищепа Петро Купріянович
- 16 листопада 1990 — серпень 1991 — Луценко Віталій Іванович

## Другі секретарі обласного комітету (обкому)
- 27 листопада 1939 — червень 1941 — Чучукало Василь Данилович
- грудень 1943 — травень 1946 — Ільченко Олександр Кононович
- травень 1946 — листопад 1946 — Чучукало Василь Данилович
- листопад 1946 — січень 1948 — Гапій Дмитро Гаврилович
- 1 березня 1948 — 2 вересня 1949 — Фіалковський Василь Андрійович
- 2 вересня 1949 — 12 лютого 1951 — Жуков Тимофій Семенович
- 12 лютого 1951 — 16 грудня 1955 — Журавель Іван Володимирович
- 16 грудня 1955 — квітень 1961 — Грибовський В'ячеслав Васильович
- квітень 1961 — 13 лютого 1963 — Новаковець Степан Денисович
- 13 лютого 1963 — 1969 — Кривда Віктор Георгійович
- 1969 — 11 квітня 1987 — Загорулько Ілля Іванович
- 11 квітня 1987 — 16 листопада 1990 — Луценко Віталій Іванович
- 16 листопада 1990 — серпень 1991 — Конончук Іван Павлович

## Секретарі обласного комітету (обкому)
- 27 листопада 1939 — липень 1941 — Горбатенко Іван Федорович (3-й секретар)
- 27 листопада 1939 — липень 1941 — Пономаренко Федот Миколайович (по пропаганді)
- 27 листопада 1939 — липень 1941 — Міщенко Семен Євдокимович (по кадрах)
- квітень 1941 — липень 1941 — Волошенко Сава Васильович (по промисловості)
- квітень 1941 — липень 1941 — Зінченко І.Г. (по транспорту)
- лютий 1944 — вересень 1949 — Ненадович Григорій Герасимович (по пропаганді)
- лютий 1944 — 1 березня 1948 — Фіалковський Василь Андрійович (по кадрах)
- липень 1944 — листопад 1946 — Гапій Дмитро Гаврилович (3-й секретар)
- листопад 1946 — 12 лютого 1951 — Журавель Іван Володимирович (3-й секретар)
- 1 березня 1948 — 13 листопада 1950 — Безуглий Петро Семенович (по кадрах)
- вересень 1949 — 8 вересня 1962 — Солейко Павло Тимофійович (по ідеології)
- 13 листопада 1950 — 1952 — Сухаревська Ніна Павлівна
- 12 лютого 1951 — 1952 — Харченко Микола Назарович
- 19 червня 1954 — листопад 1956 — Щибрик Павло Давидович
- 23 жовтня 1954 — 8 вересня 1962 — Казаков Анатолій Павлович
- 8 вересня 1962 — 1968 — Бугайов Олександр Трохимович (по ідеології)
- 8 вересня 1962 — 13 лютого 1963 — Кривда Віктор Георгійович
- 13 лютого 1963 — 11 травня 1965 — Новаковець Степан Денисович (парт-держ. контроль)
- 24 лютого 1965 — 14 червня 1973 — Іващенко Іван Григорович
- 20 серпня 1965 — 11 лютого 1966 — Антоненко Едмонд Едуардович (парт-держ. контроль)
- 1968 — 22 жовтня 1971 — Мяловицький Анатолій Володимирович (по ідеології)
- 12 лютого 1971 — 27 вересня 1985 — Карбан Іван Іванович
- 22 жовтня 1971 — вересень 1978 — Колтунюк Станіслав Васильович (по ідеології)
- 14 червня 1973 — 4 липня 1977 — Прищепа Петро Купріянович (по сільському господарству)
- 4 липня 1977 — 1990 — Попик Олександр Овер'янович (по сільському господарству)
- вересень 1978 — 2 листопада 1988 — Мартинова Олександра Григорівна (по ідеології)
- 27 вересня 1985 — 17 вересня 1987 — Долгов Віталій Олександрович
- 17 вересня 1987 — 1991 — Сєрих Костянтин Костянтинович
- 2 листопада 1988 — 1990 — Ткачук Микола Петрович (по ідеології)
- 16 листопада 1990 — 1991 — Куриленко Микола Олександрович

## Заступники секретарів обласного комітету (обкому)
- листопад 1944 — листопад 1948 — Харченко Микола Назарович (заст. секретаря обкому по промисловості)
- листопад 1944 — травень 1946 — Хабло Іван Захарович (заст. секретаря обкому по транспорту)
- затверджений вересень 1946 — листопад 1948 — Гусаков С.І. (заст. секретаря обкому по будівництву і будівельних матеріалах)
- затверджений вересень 1946 — березень 1948 — Паникін Олександр Митрофанович (заст. секретаря обкому по транспорту)
- затверджений листопад 1946 — листопад 1948 — Блоцький Олексій Онисимович (заст. секретаря обкому по торгівлі і громадському харчуванню)